# S1 MP3 player
S1 MP3 player – typ cyfrowych odtwarzaczy MP3 bazujący na chipsetach Actions. Są one sprzedawane pod dziesiątkami różnych marek i w różnych obudowach.

## Specyfikacja
- 24-bitowy DSP (cyfrowe przetwarzanie sygnału) wraz z chipem DSU
- 8-bit Z80 CPU core wraz z on-chip'em DSU (o częstotliwości at 24.576 MHz, a nawet 60 MHz – kontrolowane przez oprogramowanie)
- USB 2.0, transfer od 8Mb/s do 1MB/s
- Pracuje jako pamięć przenośna (USB Mass Storage)
- Obsługuje MPEG1/2/2.5 Audio Layer 1, 2, 3 (MP3) i WMA. Niektóre nowsze modele radzą sobie z formatem OGG Vorbis.
- Częstotliwość przenoszania: 20 Hz to 20 kHz
- Słuchawki 32 Ω
- Moc wyjściowa: 5 mW x 5 mW (16 Ω)
- Radio FM (w zależności od montowanego układu; Phillips TEA5756 obsługuje częstotliwości FM zarówno stacji amerykańskich jak i japońskich).
- Prosty equalizer
- Nagrywanie z wbudowanego mikrofonu oraz radia w technologii ADPCM WAV (32 kbit/s), ACT (8 kbit/s) or VOR (32 or 8 kbit/s).
- Prosta książka telefoniczna
- Wyświetlanie tagów ID3

## Hardware
- W budowie użyto kości NAND Flash Memory firmy Hynix albo Samsung.
- Philips TEA5756 - energooszczędny układ scalony odpowiedzialny za radio FM.
- ATJ2085 czyli procesor, RAM oraz ROM.
- Część nowszych modeli posiada slot kart pamięci SD/MMC o pojemności od 32MB do 4 GB.

## Żywotność baterii
Wynosi ok. 8 godzin przy użyciu baterii AAA (bateria alkaiczna lub NiMH).

## Oprogramowanie i narzędzia
Dostępne narzędzia do Microsoft Windows pozwalają na konwersję z ACT (format nagrywania z dyktafonu) do WAV, dostępny jest również prosty edytor książki telefonicznej do odtwarzacza.

## Problemy z aktualizacją oprogramowania
Oprogramowanie używane w różnych odtwarzaczach S1 MP3, znacznie się różnią, ale to nie jest powszechnie zrozumiałe. Problemy pojawiają się, gdy konsumenci mają próby uaktualnienia swych playerów za pomocą oprogramowania niezgodnego z wyższym numerem wersji. Może to spowodować uszkodzenie odtwarzacza prawie na stałe. Jednakże, "martwy" odtwarzacz może zostać odzyskany przez otwarcie go poprzez zdjęcie obudowy, zwarcie niektórych pinów i przesłanie pełnego oprogramowania z komputera.